# Sobótka
Sobótka [sɔˈbutka] (deutsch: Zobten am Berge, schlesisch Zota) ist eine Stadt im Powiat Wrocławski der Woiwodschaft Niederschlesien in Polen. Sie ist Sitz der gleichnamigen Stadt- und Landgemeinde mit 12.872 Einwohnern (Stand 31. Dezember 2020).

## Geographische Lage
Die Stadt liegt in Niederschlesien, etwa 30 km südwestlich von Breslau und 15 km nordöstlich von Świdnica  (Schweidnitz) unterhalb des Zobtenberges.
Das 718 m n.p.m. hohe Zobtenberg-Massiv, eines aus der Schlesischen Tiefebene aufragenden Zeugenbergs der Mittelsudeten, an dessen Nordabhang die Stadt gelegen ist, dominiert die gesamte Umgebung. Das zugehörige Gemeindegebiet umfasst den Gipfel des Massivs, seine Nord- und Ostflanke sowie Teile der Südflanke. Die Stadt liegt am Ufer des Flusslaufs Czarna Woda (Schwarzwasser), der im Südosten des Zobtenberg-Massivs entspringt, bei den Ortsteilen Sulistrowice (Senkenberg) und Sulistrowiczki (Silingtal) aufgestaut wird und in die Schweidnitzer Weistritz (polnisch Bystrzyca) mündet.

## Geschichte

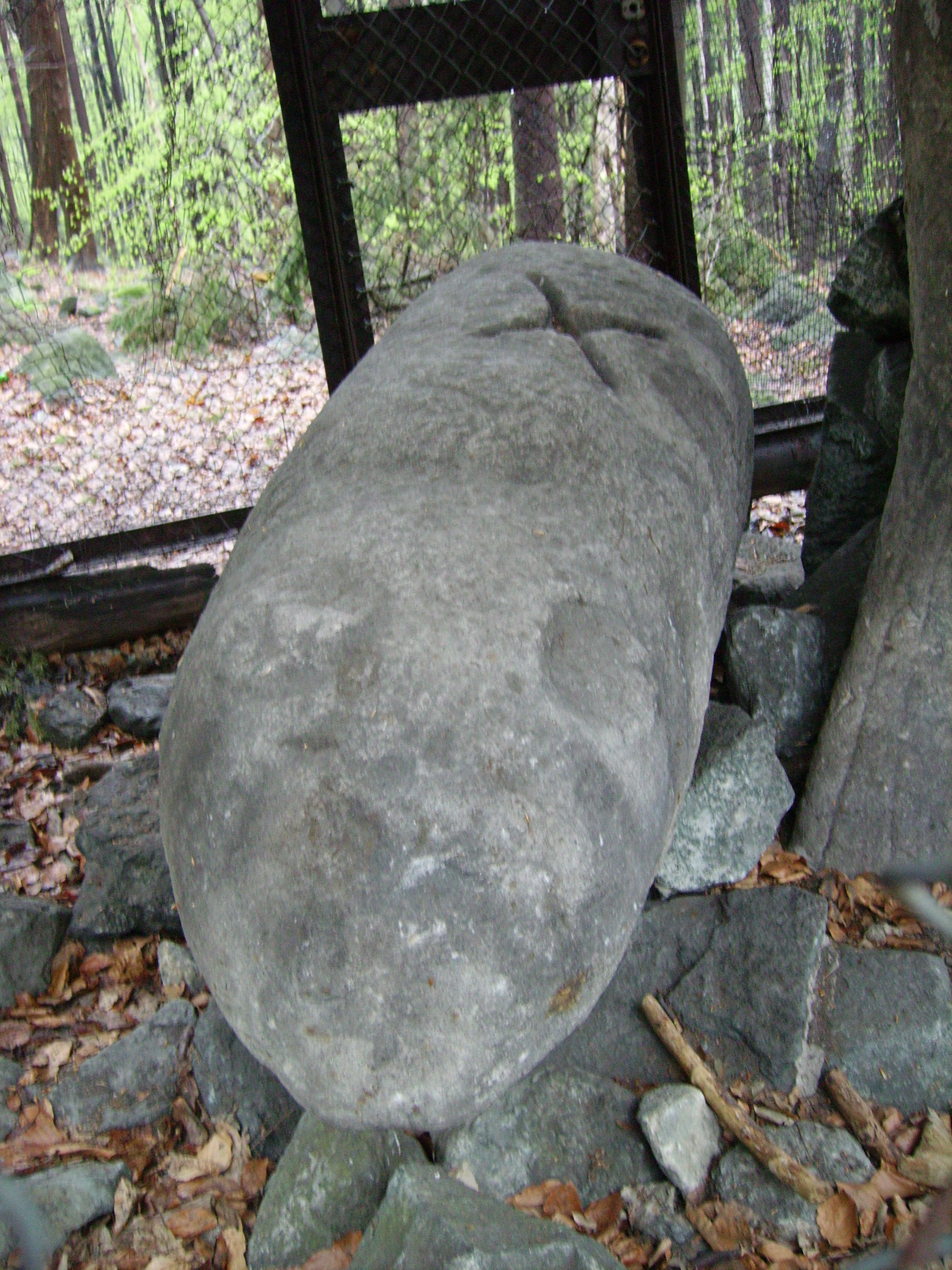
Archäologische Funde am Zobtenberg: Niedźwiedź („Der Bär“) mit der Swastika, dem Symbol des Sonnenkultes, auf dem Rücken

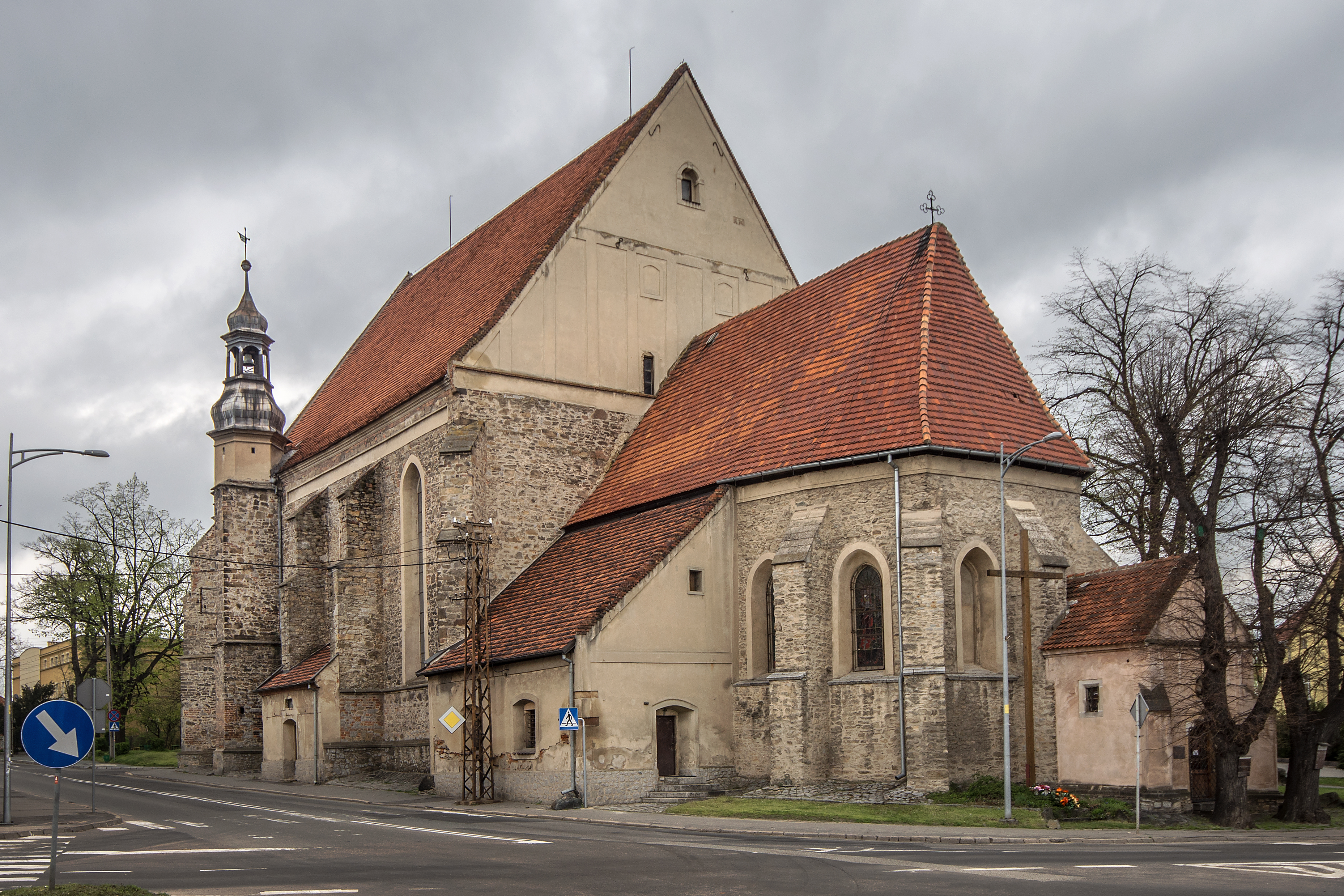
St.-Anna-Kirche

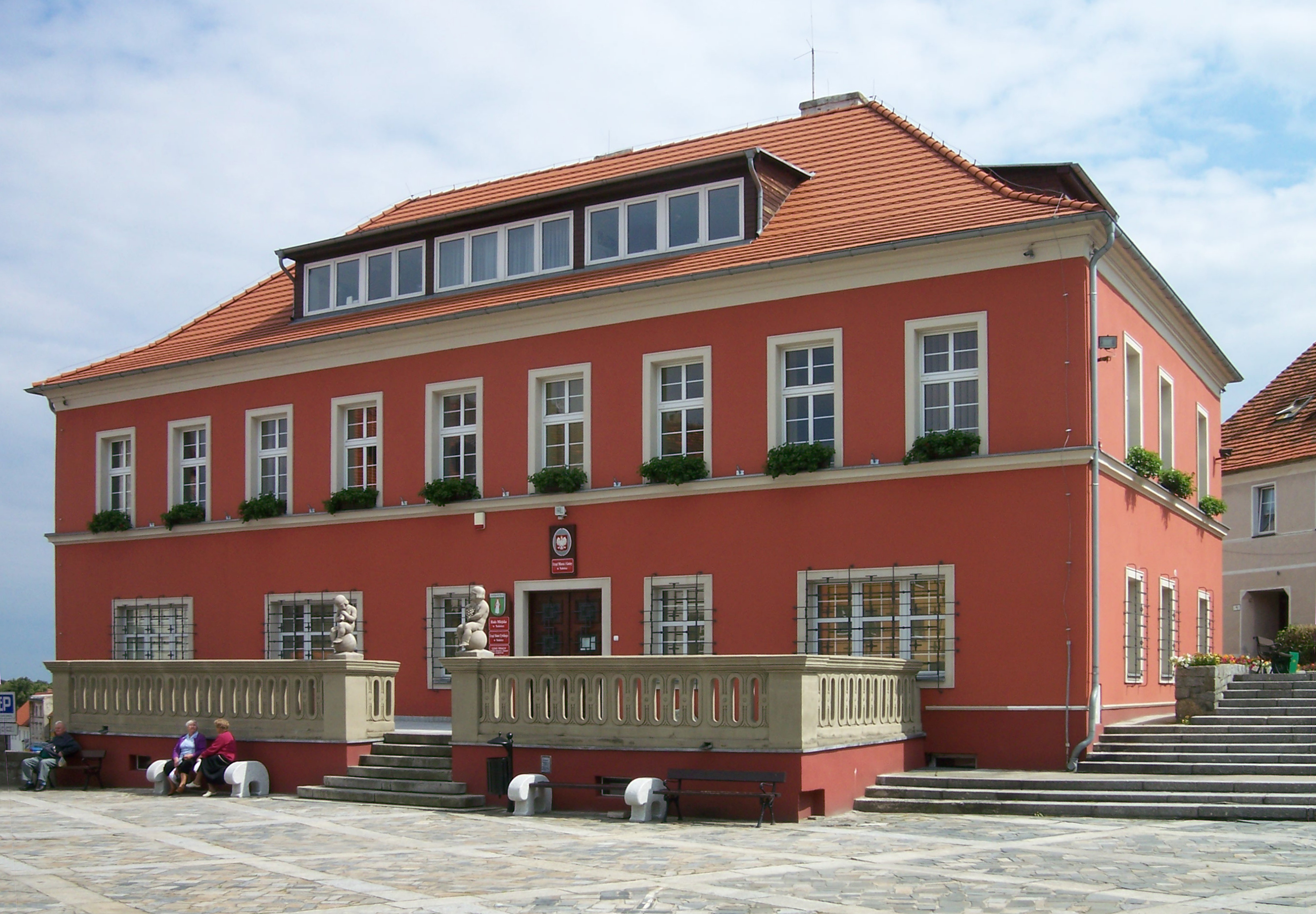
Rathaus

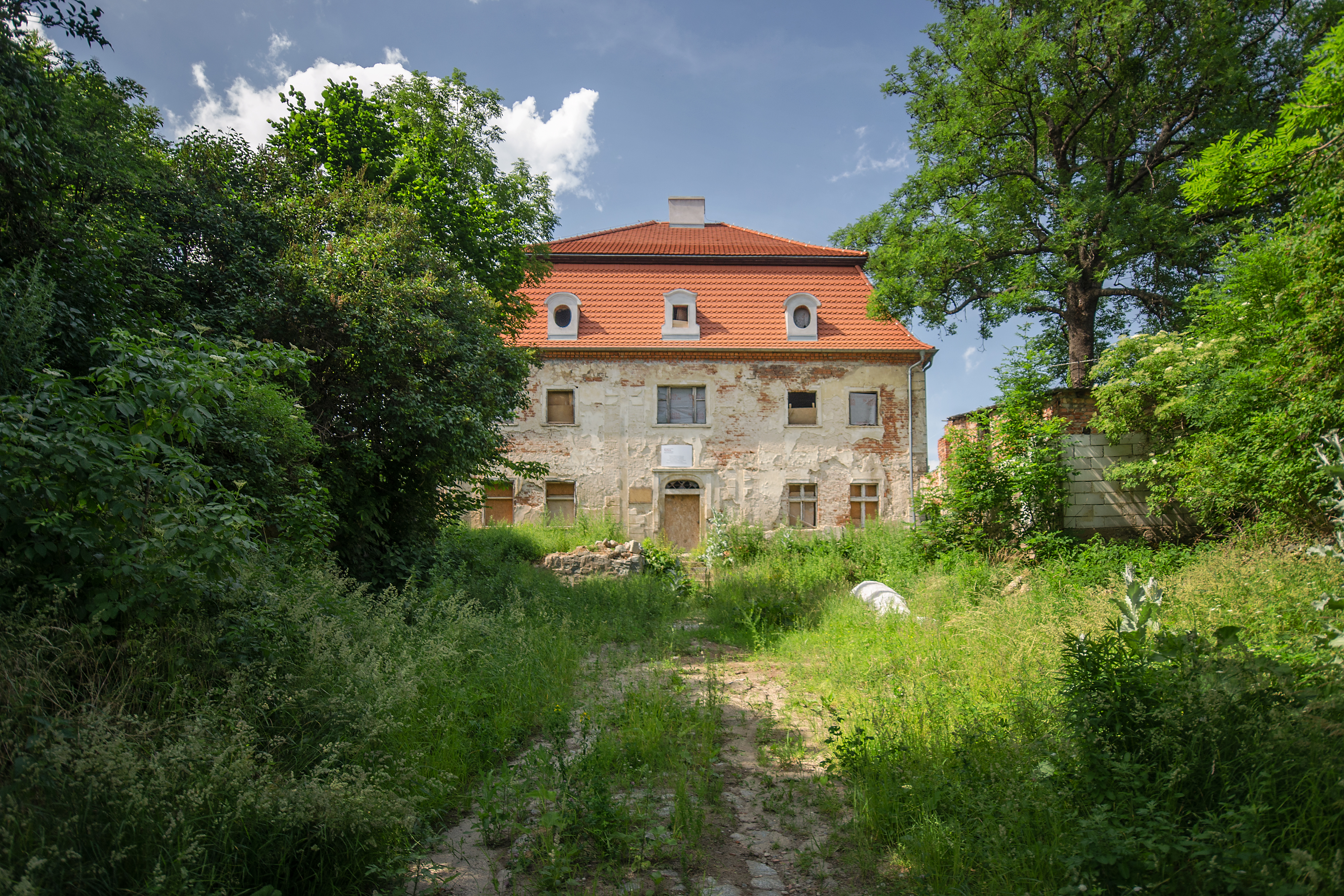
Im Ortsteil Księginice Małe, bis 1945 Klein Kniegnitz, befindet sich das Geburtshaus des Attentäters Heinrich Ludwig Tschech (Foto 2008)

Das Gemeindegebiet von Sobótka ist seit prähistorischer Zeit ununterbrochen besiedelt, was durch zahlreiche archäologische Funde belegt ist. In der Bronzezeit befand sich auf der Ślęża eines der am weitesten nach Nordosten vorgeschobenen Heiligtümer der keltischen Boier, in den ersten nachchristlichen Jahrhunderten siedelten hier germanische Silingen, bevor im siebten Jahrhundert slawische Stämme, von denen die Slensanen der regional bedeutendste waren, die Gegend in Besitz nahmen. Seit dem ausgehenden 10. Jahrhundert war Schlesien Teil des piastischen Polen.
Erstmals urkundlich erwähnt wurde der Marktort „Sabath“ 1148 in einer Bulle des Papstes Eugen III. Der damalige Ortsname wurde von den wöchentlich hier stattfindenden Samstagsmärkten (lateinisch sabbatum, polnisch sobota = Samstag) abgeleitet. Sobótka zählt zu den ältesten Marktorten Schlesiens, das Marktprivileg wurde 1193 vom Breslauer Herzog Bolesław I. bestätigt. 1128 gründete Peter Wlast, Paladin des polnischen Herzogs Bolesław III. Schiefmund und Eigentümer ausgedehnter Ländereien in Niederschlesien, am Ślęża-Massiv ein Augustiner-Chorherrenstift, das mit Mönchen aus Arrouaise besiedelt wurde. Das Chorherrenstift wurde bereits 1134 auf die Breslauer Sandinsel verlegt, wo es als Sandstift bekannt wurde. Sobótka verblieb weiterhin im Besitz der Augustinerchorherren. Auf Nachsuchen des Abtes Witosław verlieh Seniorherzog Heinrich I. dem Ort Sobótka 1221 das Magdeburger Stadtrecht.
Nach dem Verzicht Polens auf Schlesien unter König Kasimir III. dem Großen fiel Sobótka, nunmehr bekannt als Zobten, 1353 als Mitgift der Krone Böhmen dem Heiligen Römischen Reich zu. König Wenzel IV. bestätigte 1399 das Magdeburger Stadtrecht. 1494 kauften die Augustiner-Chorherren die 1428 von den Hussiten nahezu ruinierte Stadt zurück. Zobten erlebte seine Blütezeit unter den Habsburgern, die 1526 die Herrschaft in Böhmen und Schlesien übernahmen, wurde jedoch während des Dreißigjährigen Krieges erneut fast vollständig zerstört. Die Einwohnerzahl sank von über 1000 auf unter 200. Nach dem Ersten Schlesischen Krieg fiel Zobten mit dem größten Teil Schlesiens an Preußen. Trotzdem verlieb Zobten zunächst in Klosterbesitz, und es wurde dem Landkreis Breslau eingegliedert, mit dem es bis 1945 verbunden blieb. Unter König Friedrich Wilhelm III. wurden 1810 die geistlichen Territorialbesitztümer in Preußen säkularisiert.
Im Jahr 1813 wurde in Zobten das Lützowsche Freikorps gebildet. Nach den Befreiungskriegen gegen Napoleon entwickelte sich Zobten im 19. Jahrhundert zu einer Hochburg der Burschenschaften und Freikorps in Schlesien. Zur Erinnerung an das Lützowsche Freikorps wurde in Zobten ein Obelisk errichtet. Im Jahr 1885 wurde die Eisenbahnstrecke nach Breslau eröffnet und 1907 der Bismarckturm eingeweiht.
Als Folge des Zweiten Weltkriegs fiel Zobten zusammen mit dem größten Teil Schlesiens 1945 an Polen und in Sobótka umbenannt. Die deutsche Bevölkerung wurde, soweit sie nicht schon vorher geflohen war, 1946 vertrieben. Bei der Einnahme der Stadt durch die Rote Armee am 7. Mai 1945 wurde Zobten zu über 50 % zerstört. Die neu angesiedelten Bewohner waren teilweise Zwangsumgesiedelte aus Ostpolen, das an die Sowjetunion gefallen war. Nach dem Krieg wurde die Stadt wieder aufgebaut. Von 1975 bis 1998 gehörte die Stadt der Woiwodschaft Breslau an, die 1999 in die neue Woiwodschaft Niederschlesien aufging.

## Sehenswürdigkeiten

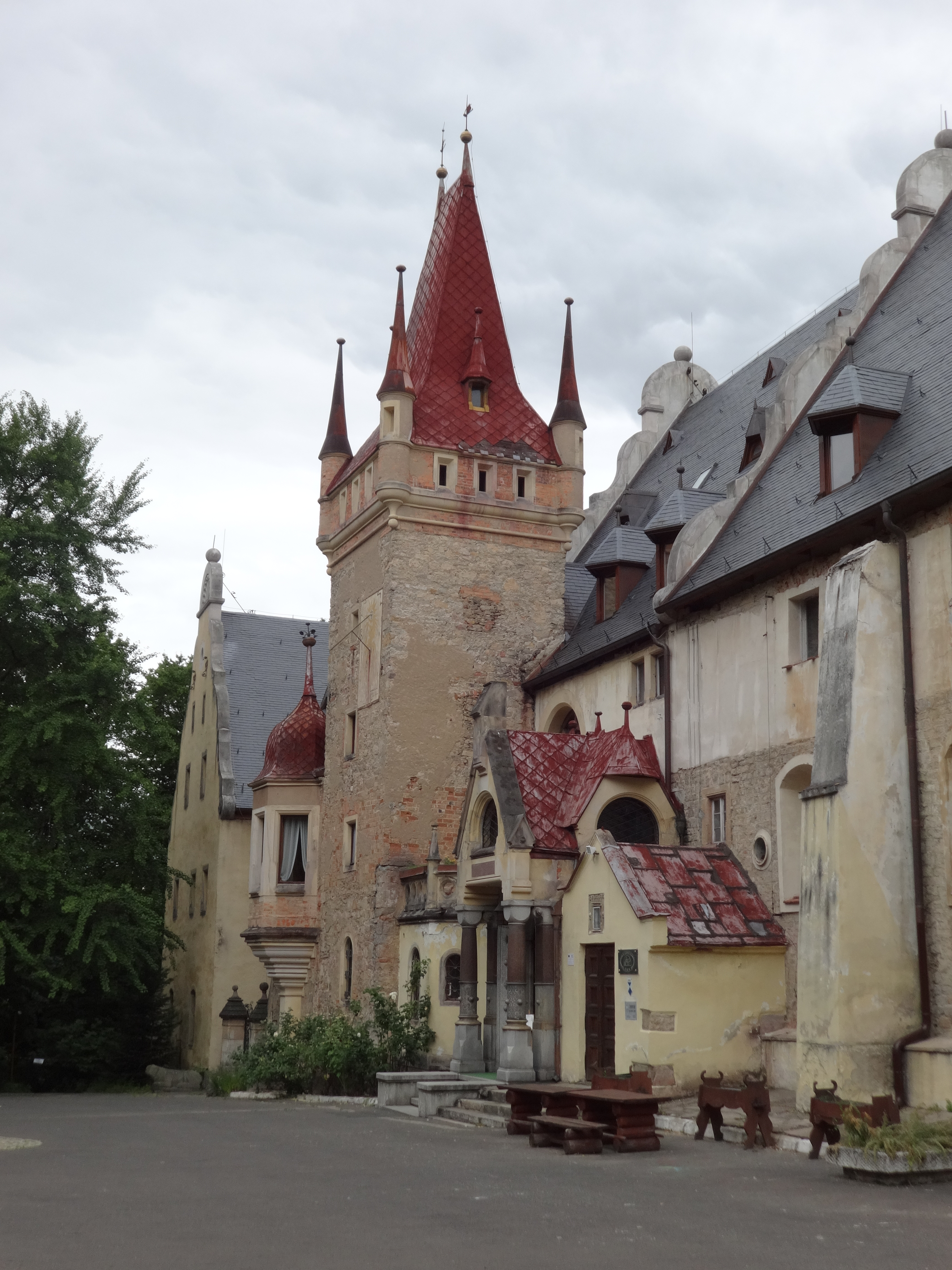
Schloss Górka

Von der Stadt aus führen mehrere markierte Wanderwege auf den Gipfel des Zobtenbergs, zum Teil an prähistorischen Steinfiguren kultischen Ursprungs vorbei.
- Kirche hl. Anna selbdritt (Sanktuarium Św. Anny Samotrzeciej) aus dem frühen 16. Jahrhundert mit Turmhelm und den frühmittelalterlichen Steinfiguren Lwy romańskie (Romanische Löwen) und Grzyb (Pilz) zu beiden Seiten des Eingangs.
- Der Ring (Rynek) und der Plac Wolności sehenswerten Bürgerhäusern des 19. Jahrhunderts umsäumt.
- Heimatmuseum Zobten In der ul. Św. Jakuba 18 mit umfangreichem Lapidarium. Es wurde 1962 in dem ehemaligen Augustinerspital, einem sehenswerten Renaissancebau von 1568, eingerichtet und widmet sich schwerpunktmäßig den archäologischen Funden der Umgebung sowie der kKeltischen Mythologie und der Slawischen Mythologie. Die 1995 ins Leben gerufene Kunstgalerie des Museums veranstaltet regelmäßige Ausstellungen mit Werken polnischer und ausländischer Künstler wie Wiesław Ochman, Jerzy Duda-Gracz oder Stasys Eidrigevičius.
- In Górka (Gorkau), einem westlich der Stadt  gelegenen Vorort, befindet sich das ehemalige Kloster der Augustiner-Chorherren aus dem 12. Jahrhundert, welches nach der Säkularisation von 1810 in den Privatbesitz der Familie von Lüttwitz gelangte und 1885 bis 1886 im Stil der Neorenaissance zu einem Schloss. Im Schlosspark sind wiederum zwei der Romanischen Löwen aus dem Frühmittelalter zu sehen, der Gesamtkomplex dient heute als Hotel.
- Pfarrkirche St. Stanislaus (Kościół Św. Stanisława) in Stary Zamek (Altenburg) aus der zweiten Hälfte des 13. Jahrhunderts. Die später hinzugefügte Vorhalle dient als Schutz für das wertvolle romanische Eingangsportal mit doppelseitigem Tympanon, auf welchem vorderseitig Maria mit dem Jesuskind und der hl. Stanislaus sowie rückseitig die Verklärung des Hl. Stanislaus nach seinem Märtyrertod dargestellt sind. Es handelt sich hierbei um die älteste bildliche Darstellung des 1253 kanonisierten polnischen Nationalheiligen in ganz Polen. Der barocke Hochaltar von 1714 zeigt ebenfalls den hl. Stanislaus von Krakau, während auf der Barockkanzel Vier Evangelisten dargestellt werden.
- Das Renaissance-Wasserschloss in Będkowice (Burghübel) aus dem Jahr 1546 gehörte vormals den Herzögen von Schweidnitz-Jauer. Die Innenausstattung ist zum Teil erhalten geblieben. Sehenswert sind u. a. die Torbögen aus Sandstein, ein barocker Kamin von 1700, ein klassizistischer Kachelofen und die bemalten Kassettendecken.

## Einwohnerentwicklung
| Jahr | Einwohner | Anmerkungen                                            |
| ---- | --------- | ------------------------------------------------------ |
| 1825 | 1267      | davon 180 Evangelische                                 |
| 1840 | 1547      | davon 1234 Katholiken und 313 Evangelische             |
| 1843 | 1620      | davon 1346 Katholiken, 271 Evangelische und drei Juden |
| 1875 | 2077      | [ 4 ]                                                  |
| 1880 | 2285      | [ 4 ]                                                  |
| 1890 | 2393      | [ 4 ]                                                  |
| 1905 | 2280      | davon 1038 Evangelische und 34 Juden                   |
| 1933 | 3229      | [ 4 ]                                                  |
| 1939 | 3229      | [ 4 ]                                                  |

## Gemeinde
Zur Stadt- und Landgemeinde Sobótka gehören die Stadt selbst und 23 Dörfer mit Schulzenämtern.

## Städtepartnerschaften
- Berga/Elster, Deutschland – seit dem 9. Dezember 2000
- Sobotka, Tschechien – seit dem 21. Mai 2004
- Gauchy, Frankreich – seit dem 26. Juni 2004

## Verkehr
Aufgrund ihrer Lage im Südwesten des Großraums Breslau und dank ihrer landschaftlichen Gegebenheiten ist die Stadt Zentrum eines bei den Großstädtern beliebten Naherholungsgebiets. Die Stadt kann über die Straße Breslau–Wałbrzych erreicht werden, auf der Bahnstrecke von und nach Breslau und Świdnica wurde 2000 der Personenverkehr eingestellt und 2022 wiedereröffnet.

## Persönlichkeiten
- Mary Hahn (1867–1929), Autorin und Verlegerin von Kochbüchern
- Richard Semmel (1875–1950), Unternehmer und Kunstsammler
- Hermann Plaskuda (1879–1918), Deutscher Meister und Olympiateilnehmer im Fechten
- Hanshugo Nehmiz (1909–1945), Archivar und Historiker
- Barbara Piasecka Johnson (1937–2013), Kunstsammlerin und Philanthropin, verbrachte ihre letzten Lebensjahre in Sobótka
- Klaus Peter (* 1938), Anästhesist und Hochschullehrer an der Ludwig-Maximilians-Universität München
- Wilfried Kuckelkorn (* 1943), Politiker (SPD), Mitglied des Europäischen Parlaments
- Gerd Wollschon (1944–2012), Autor, Musiker und Kabarettist
- Dieter Grahn (* 1944), Ruderer und seit 2000 Trainer der deutschen Männer-Nationalmannschaft
- Tadeusz Dolny (* 1958), Fußballspieler, polnische Nationalmannschaft